# Березники (Житомирская область)
Березни́ки (укр. Березники) — село на Украине, находится в Емильчинском районе Житомирской области.
Код КОАТУУ — 1821780601. Население по переписи 2001 года составляет 522 человека. Почтовый индекс — 11233. Телефонный код — 4149. Занимает площадь 1,3 км².

## Адрес местного совета
11233, Житомирская область, Емильчинский р-н, с. Березники